# Партия на кръстосаните стрели
Партията на кръстосаните стрели или Партия на народната воля е унгарско фашистко движение, основано от Ференц Салаши, държавен и правителствен глава на Унгария между 1944 и 1945 г. Партията идва на власт чрез преврат на 15 октомври 1944 г.

## История
Организацията на Салаши възниква през 1935 г. като сбор на няколко малки пронацистки партии в Унгария.
Партията на кръстосаните стрели успява да привлече много известни личности и цели слоеве недоволни от политиката на правителството на регента Хорти. Прескачайки левицата, новата партия успява да застане начело на социалните искания на селяните. Водачът Салаши успява да привлече на своя страна многобройното селячество срещу едрите земевладелци. Обещава пълна експроприация на земите на едрите земедевладелци и подялбата на земята между селяните. Кръстосаните стрели предвиждат и национализация на големите предприятия и на някои ключови отрасни в икономиката.
Подобно на нацистите в Германия, унгарските фашисти отричат напълно мирните договори, донесли ужасни страдания на унгарската нация.
Най-важното идеологическо послание на Салаши е антисемитизмът, който е един от най-крайните в Европа. Подигравките с евреите са не по-слаби от тези на нацистите в Германия. Основа за расизма на Салаши е особения маджарски биологизъм, който е свързан с разбиранията за произхода на унгарците от древните турани. Според последните разбирания и самият Исус Христос бил с унгарско потекло. Всичко това води за последица разбирането, че унгарците са предопределени за велики дела и е естествено да доминират в политическото пространство на средна Европа.
Партията е забранена през 1945 г., но някои нейни членове възобновяват дейността си в емиграцията. След падането на комунизма, движението се пренася отново в Унгария, но не успява да спечели повече от няколкостотин привърженици. Първоначално някои скинхеди симпатизират на партията, но те са отстранени през 2000 г. поради „англофилството“ им.
Малобройните привърженици на партията всяка година на 11 февруари в крепостта в Буда отпразнуват така наречения „Ден на честта“, последния опит на съпротива срещу настъпвашите съветски войски на германските войски в Унгария и техните унгарски съюзници. На тези празнувания обикновено участват и някои по-радикални унгарски крайно-десни групи.

## Резултати от парламентарни избори
| година | процент гласове | спечелени мандати | получени гласове | статус                 |
| ------ | --------------- | ----------------- | ---------------- | ---------------------- |
| 1939   | 15,41 %         | 29                | 338 049          | парламентарна опозиция |

1. ↑  www.rev.hu //    Архивиран от оригинала на 30 ноември 2002 г. Посетен на 2 май 2012 г.